# Wilm Dedeke

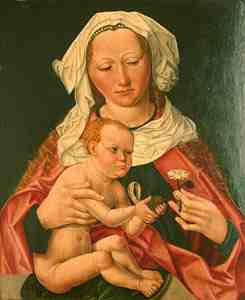
Madonna mit Kind (St.-Annen Museum Lübeck)

Wilm Dedeke (* 1460 in Lübeck; † 1528 in Hamburg) war ein norddeutscher Maler der Spätgotik.
Dedeke stellte 1499 gemeinsam mit Absolon Stumme den unvollendeten Lukas-Altar der Hamburger Lukasgilde seines verstorbenen Malerkollegen Hinrik Bornemann für den Mariendom in Hamburg fertig und heiratete dessen Witwe. Im Jahr 1506 ist er als Meister des Maleramtes in Hamburg belegt.

## Werke
- Flügel des Altars der Fronleichnamsbruderschaft von 1496, aus der Maria-Magdalenenkirche (Burgkirche) in Lübeck, heute im St.-Annen-Kloster Lübeck
- Madonna mit Kind, im St.-Annen-Kloster Lübeck; das dazugehörige Stifterbild des Stifterpaares des ehemaligen Diptychons befindet sich im Ludwig Roselius Museum in Bremen
- Maria mit dem Kind, Öl auf Eichenholz, 42 × 31 cm (Bild), Hamburger Kunsthalle, Geschenk von Gertrud Reemtsma, 1986

### Zugeschrieben
- Die frühere Zuschreibung der Kreuzigung Christi (auch: Der Kalvarienberg des Tile Nigel) um 1500,  Öl auf Eiche, 197 × 130 cm, St.-Katharinenkirche (Hamburg), Südwand, wird inzwischen nicht mehr vertreten.
- Annen-Schrein um 1500, ebenfalls im St.-Annen-Kloster Lübeck, Zuschreibung zum Umkreis
- Halepagen-Altar von 1510, es wird vermutet, dass Dedeke auch der Maler des Halepagen-Altars in der Kirche St. Petri in Buxtehude war